# Турбина (спидвейный клуб)
Турби́на — спидвейный клуб г. Балаково. Восьмикратный чемпион СССР и четырехкратный России по спидвею.

## История клуба

### Советский период и начало 90-х
Спидвей как вид спорта появился в Балаково ещё в 1963 году, когда в городе по инициативе председателя мотоклуба «Труд» при комбинате искусственного волокна Юрия Петрова был построен специализированный стадион «Труд». Уже в следующем, 1964, году первая балаковская команда «Корд», созданная на базе клуба комбината, дебютировала в Командном чемпионате СССР, заняв 9 место.
Параллельно с клубом комбината в городе существовала мотосекция ДОСААФ «Саратовгэсстроя», руководитель которой, Сергей Аникин, предлагал Ю.Петрову, тренеру «Корда», объединить мотоклубы, на что получил отказ. Однако со временем именно из клуба при «Саратовгэсстрое» выросла современная «Турбина», а «Корд» угас (последнее выступление — 1971 год).
Дебют «Турбины» в КЧ СССР (Класс Б) пришёлся на 1968 год. Тренером команды стал Евгений Иосифович Леошкин, а в первый состав команды входили Владимир Гордеев, Виктор Кубанов, Григорий Дзеба, Юрий Мошков, Сергей Новиков. Команда выиграла 2 матча и заняла 11 место.
Однако уже в 1970 году «Турбина» заняла 3 место в классе Б, а 1971 год стал знаковым для балаковского спидвея. Во-первых, «Турбина» заняла 1 место в 1 зоне Класса Б и в стыковом матче одолела московский «Центр» со счётом 95:60, заслужив право выступать в классе А — высшей лиге советского спидвея. А во-вторых, Валерий Гордеев впервые выиграл чемпионат РСФСР среди взрослых и чемпионат СССР среди юниоров, а его старший брат Владимир (воспитанник Балаково, но служивший в армии в Грузии и представлявший поэтому клуб из Тбилиси) стал Чемпионом СССР в личном зачёте! Это был триумф.
«Турбина» стремительно ворвалась в элиту советского спидвея, взяв в 1972 году серебро, а затем установив уникальную шестилетнюю чемпионскую серию (1973—1978). Аналогичная серия была установлена и в личном первенстве Советского Союза — гонщики «Турбины» выигрывали его 6 раз подряд — трижды Владимир Гордеев (1973, 1974 и 1978), дважды Валерий Гордеев (1975 и 1977) и один раз Александр Ухов (1976). Кроме них, известными балаковскими гонщиками чемпионской эпохи 70-х являлись Александр Миклашевский, Виктор Калмыков, Сергей Денисов, Виктор Никипелов, Михаил Краснов и др.
Однако в начале 80-х «Турбина» несколько снизила обороты. Команду покинул Владимир Гордеев, перебравшийся в Ленинград, тем не менее вплоть до распада СССР клуб входил в элиту советского спидвея, регулярно попадая в тройку призёров. Новые чемпионские титулы пришли к «Турбине» в 1984 и 1989 годах, а Валерий Гордеев ещё трижды выиграл личный чемпионат СССР (1984, 1986 и 1987). Кроме него, цвета «Турбины» в 80-е также защищали известные гонщики Александр Павлов, Олег Волохов, Валерий Шляпугин, Сергей Дюжев и др.
Последними звёздами «Турбины», всё это время руководимой Евгением Леошкиным, стали молодые гонщики Сергей Кузин (чемпион СССР — 1991, чемпион СНГ — 1992, Чемпион России — 1992, 1993) и Алексей Морозов (вице-чемпион СНГ — 1992). Подобно многим другим командам, «Турбина» испытывала тяжелые финансовые проблемы в период перехода к рыночной экономике и во многом зависела от поддержки химзавода «Иргиз», в честь которого называлась в сезоне-1994, ставшим для команды последним в XX веке.

### Российский период

#### Возрождение клуба (2003—2005)
Отдельные официальные соревнования проводились в Балаково и в тот период, когда команды в городе не существовало, как например, этап Личного чемпионата России среди юниоров — 2000. Однако весной 2002 года в Балаково был создан СТМК «Турбина», а в 2003 благодаря Совету руководителей предприятий Балаково во главе Павлом Ипатовым (депутатом и будущим губернатором Саратовской области) команда впервые с 1994 года заявилась в чемпионат. Главным тренером стал Валерий Гордеев, в команду вернулись известные балаковские гонщики Сергей Кузин, Александр Павлов, Алексей Морозов, Сергей Коновалов, а также были приглашены гонщики из Башкирии, Тольятти и других регионов.
Первый сезон «Турбины» сложился драматично. Начав с ряда поражений, клуб неожиданно одержал победу над «Спидвей-Центром» 49:39. Однако буквально через неделю после этого президент клуба Николай Коряев был отправлен в отставку, а его место занял Владимир Соловьев. В знак протеста Кузин, Павлов и Коновалов покинули команду. После этого обескровленная «Турбина» проиграла все встречи, кроме одного матча с «Украиной» и заняла предпоследнее место в Чемпионате.
Несмотря на привлечение таких опытных гонщиков, как Сергей Ерошин (2004) и Флюр Калимуллин (2004, 2005), «Турбина» в сезонах 2004 и 2005 не смогла подняться выше 5 места.

#### СК и СТМК (2006—2007)
6 ноября 2005 года по инициативе Павла Ипатова в Балаково была учреждена новая, «альтернативная» команда — СК «Турбина», возглавленная Олегом Волоховым. Новый клуб смог привлечь известных российских спортсменов — Даркина, Кузина, Ерошина, Ф.Калимуллина и др. Кроме того, СК получил права на аренду стадиона «Труд», в результате чего СТМК был вынужден ряд домашних матчей провести на чужих стадионах. В результате новый клуб уже в дебютном сезоне 2006 года занял 4 место, а СТМК — лишь 6 в основном чемпионате (в одной из очных встреч победил СК со счётом 47:42, в другой была зафиксирована ничья со счётом 45:45) и третье в юниорском первенстве.
Вскоре напряженная обстановка в отношениях между двумя клубами сменилась компромиссом: СТМК получил право проводить гонки на домашнем стадионе в Балаково, а в СК в 2007 перешли гонщики, желавшие выступать в СК, но связанные до того договорными обязательствами с СТМК -
перспективные юниоры Водяков, Филинов, Косолапкин, Цуканов, Кудряшов.
Кроме них, в 2007 году СК усилился и Романом Поважным, в результате чего в ходе чемпионата лишь дважды уступил «Мега-Ладе» и получил серебряные медали. СТМК вновь остался на 6 месте. В июле гл.тренер СТМК Валерий Гордеев подал в отставку, его преемником стал сначала Сергей Губарьков, а затем Сергей Дюжев.

#### Новая «Турбина» в Чемпионате России (2008—2012)
На сезон 2008 СК «Турбина» усилился чемпионом России Денисом Гизатуллиным, однако в итоге балаковцы смогли занять лишь третье место, пропустив вперёд «Мега-Ладу» и «Восток». СТМК не смог принять участия в КЧР и с этого делегировал участников лишь в юниорские соревнования.
Главным событием последних лет стал знаменитый переход Эмиля Сайфутдинова из «Мега-Лады» в «Турбину». Однако даже именитый спортсмен не гарантировал СК лёгкое чемпионство — золото сезона 2009 досталось Балаково лишь по разнице набранных очков (на 10 больше, чем у «Востока»).
Во многом из-за травм лидера «Турбины» — Эмиля Сайфутдинова — клуб не смог бороться за чемпионство в 2010 году. Был проигран домашний матч с «Востоком», а поражение в Тольятти поставило крест на чемпионских амбициях клуба. Ответная встреча стала формальностью — «Турбина» даже не повезла во Владивосток боевой состав и была на месте «доукомплектована» кемеровчанином Александром Олейниковым и приморцем Даниилом Литвиновым. Параллельно с КЧР, СК «Турбина» выступал в Чемпионате Украины, где выиграл золотые медали.
В сезоне 2011 «Турбина» потерпела лишь одно поражение во Владивостоке, но за счёт разницы очков в личных встречах сумела завоевать золото Чемпионата России. Всего один раз «Турбина» проиграла и в чемпионате-2012, на этот раз — «Мега-Ладе» и снова став чемпионом по разнице очков в личных встречах.
Тяжелой кадровой потерей клуба в 2013 г. стал уход по финансовым причинам лидера российского спидвея Эмиля Сайфутдинова. Основу команды составили многоопытный Роман Поважный и молодые воспитанники балаковской школы Чалов, Бородулин, Кудряшов и Носов .
По окончании сезона 2013 г. из спорта ушел Роман Поважный, однако перед сезоном 2014 г. в Турбину перешел член сборной России Артём Лагута. В ходе сезона-2014 в команде поменялся тренер: Олега Волохова сменил Валерий Гордеев.

## Статистика выступлений
| Турбина                   |                                  |                                                   |       |
| 1968                      | Евгений Леошкин                  | Чемпионат СССР, класс Б                           | 11    |
| 1969                      | Евгений Леошкин                  | Чемпионат СССР, класс Б                           | 3     |
| 1970                      | Евгений Леошкин                  | Чемпионат СССР, класс Б, 1 зона                   | 3*    |
| 1971                      | Евгений Леошкин                  | Чемпионат СССР, класс Б, 1 зона                   | 1     |
| 1971                      | Евгений Леошкин                  | Чемпионат СССР, класс Б, стыковой матч за 1 место | 95:60 |
| 1972                      | Евгений Леошкин                  | Чемпионат СССР, класс А                           | 2     |
| 1973                      | Евгений Леошкин                  | Чемпионат СССР, класс А                           | 1     |
| 1974                      | Евгений Леошкин                  | Чемпионат СССР, класс А                           | 1     |
| 1975                      | Евгений Леошкин                  | Чемпионат СССР, Класс А, Высшая Лига              | 1     |
| 1976                      | Евгений Леошкин                  | Чемпионат СССР, Высшая Лига                       | 1     |
| 1977                      | Евгений Леошкин                  | Чемпионат СССР, Высшая Лига                       | 1     |
| 1978                      | Евгений Леошкин                  | Чемпионат СССР, Высшая Лига                       | 1     |
| 1979                      | Евгений Леошкин                  | Чемпионат СССР, Высшая Лига                       | 3     |
| 1980                      | Евгений Леошкин                  | Чемпионат СССР, Высшая Лига                       | 3     |
| 1981                      | Евгений Леошкин                  | Чемпионат СССР, Высшая Лига                       | 3     |
| 1982                      | Евгений Леошкин                  | Чемпионат СССР, Высшая Лига                       | 4     |
| 1983                      | Евгений Леошкин                  | Чемпионат СССР, Высшая Лига, Западная зона        | 4     |
| 1984                      | Евгений Леошкин                  | Чемпионат СССР, Высшая Лига, Западная зона        | 2     |
| 1984                      | Евгений Леошкин                  | Чемпионат СССР, Высшая Лига, финал                | 1     |
| 1985                      | Евгений Леошкин                  | Чемпионат СССР, Высшая Лига, Западная зона        | 1     |
| 1985                      | Евгений Леошкин                  | Чемпионат СССР, Высшая Лига, финал                | 2     |
| 1986                      | Евгений Леошкин                  | Чемпионат СССР, Высшая Лига, Западная зона        | 2     |
| 1986                      | Евгений Леошкин                  | Чемпионат СССР, Высшая Лига, финал                | 4     |
| 1987                      | Евгений Леошкин                  | Чемпионат СССР, Высшая Лига                       | 2     |
| 1988                      | Евгений Леошкин                  | Чемпионат СССР, Высшая Лига                       | 3     |
| 1989                      | Евгений Леошкин                  | Чемпионат СССР, Высшая Лига                       | 1     |
| 1990                      | Евгений Леошкин                  | Чемпионат СССР, Высшая Лига                       | 3     |
| 1991                      | Евгений Леошкин                  | Чемпионат СССР, Высшая Лига                       | 2     |
| 1992                      | Евгений Леошкин                  | Чемпионат СНГ, 4 группа                           | 3     |
| 1993                      | Евгений Леошкин                  | Чемпионат России, 3 группа                        | 3     |
| 1993                      | Евгений Леошкин                  | Чемпионат России, 2 полуфинал                     | 4     |
| Иргиз                     |                                  |                                                   |       |
| 1994                      | Евгений Леошкин                  | Чемпионат России                                  | 6     |
| СТМК Турбина              |                                  |                                                   |       |
| 2003                      | Валерий Гордеев                  | Чемпионат России                                  | 6     |
| 2004                      | Валерий Гордеев                  | Чемпионат России                                  | 5     |
| 2005                      | Валерий Гордеев                  | Чемпионат России                                  | 5     |
| СТМК Турбина и СК Турбина |                                  |                                                   |       |
| 2006                      | Валерий Гордеев                  | Чемпионат России (СТМК Турбина)                   | 6     |
| 2006                      | Олег Волохов                     | Чемпионат России (СК Турбина)                     | 4     |
| 2007                      | Валерий Гордеев Сергей Губарьков | Чемпионат России (СТМК Турбина)                   | 6     |
| 2007                      | Олег Волохов                     | Чемпионат России (СК Турбина)                     | 2     |
| СК Турбина                |                                  |                                                   |       |
| 2008                      | Олег Волохов                     | Чемпионат России                                  | 3     |
| 2009                      | Олег Волохов                     | Чемпионат России                                  | 1     |
| 2010                      | Олег Волохов                     | Чемпионат России                                  | 2     |
| 2010                      | Олег Волохов                     | Чемпионат Украины                                 | 1     |
| 2011                      | Олег Волохов                     | Чемпионат России                                  | 1     |
| 2012                      | Олег Волохов                     | Чемпионат России                                  | 1     |
| 2013                      | Олег Волохов                     | Чемпионат России                                  | 3     |
| 2014                      | Олег Волохов / Валерий Гордеев   | Чемпионат России                                  | 3     |
| 2015                      | Валерий Гордеев                  | Чемпионат России                                  | 2     |
| 2016                      | Валерий Гордеев                  | Чемпионат России                                  | 2     |
| 2017                      | Валерий Гордеев                  | Чемпионат России                                  | 2     |
| 2018                      | Валерий Гордеев                  | Чемпионат России                                  | 2     |
| 2019                      | Валерий Гордеев                  | Чемпионат России                                  | 3     |
| 2020                      | Валерий Гордеев                  | Чемпионат России                                  | 1     |
| 2021                      | Валерий Гордеев                  | Чемпионат России                                  | 2     |
| 2022                      | Валерий Гордеев                  | Чемпионат России                                  | 2     |
| 2023                      | Валерий Гордеев                  | Чемпионат России                                  | 3     |
| 2022                      | Валерий Гордеев                  | Чемпионат России                                  | 3     |

## Достижения клуба в чемпионатах страны
| Соревнование                                           | Золотые медали | Золотые медали                                                         | Серебряные медали | Серебряные медали                                          | Бронзовые медали | Бронзовые медали |
| Соревнование                                           | Сумма          | Годы                                                                   | Сумма             | Годы                                                       | Сумма            | Годы |
| Командный чемпионат СССР                               | 8              | 1973, 1974, 1975, 1976, 1977, 1978, 1984, 1989                         | 4                 | 1972, 1985, 1987, 1991                                     | 5                | 1979, 1980, 1981, 1988, 1990 |
| Личный чемпионат СССР                                  | 11             | 1973, 1974, 1975, 1976, 1977, 1978, 1984, 1986, 1987, 1991, 1992       | 5                 | 1973, 1974, 1983, 1985, 1992                               | 4                | 1975, 1979, 1982, 1987 |
| Личный чемпионат СССР среди юниоров                    | 5              | 1971, 1973, 1976, 1991, 1992                                           | 9                 | 1969, 1973, 1977, 1978, 1982, 1984, 1985, 1991, 1992       | 3                | 1972, 1983, 1990 |
| Личный чемпионат РСФСР/России                          | 12             | 1971, 1972, 1974, 1976, 1977, 1978, 1979, 1980, 1992, 1993, 2008, 2015 | 10                | 1974, 1975, 1977, 1979, 1986, 2009, 2013, 2015, 2018, 2020 | 22               | 1967, 1969, 1970, 1971, 1972, 1973, 1974, 1975, 1978, 1980, 1981, 1983, 1987, 1989, 1991, 1993, 2007, 2009, 2010, 2011, 2018, 2021 |
| Личный чемпионат РСФСР/России среди юниоров до 21 года | 5              | 1988, 1991, 2011, 2012, 2014                                           | 7                 | 1992, 2009, 2012, 2013, 2015, 2016, 2017                   | 7                | 1991, 2007, 2008, 2009, 2010, 2011, 2012                                                                                           |
| Личный чемпионат России среди юниоров до 19 лет        | 4              | 2007, 2009, 2010, 2011                                                 | 2                 | 2015, 2021                                                 | 3                | 2008, 2015, 2020 |
| Командный чемпионат России                             | 4              | 2009, 2011, 2012, 2020                                                 | 7                 | 2007, 2010, 2015, 2016, 2017, 2018, 2021                   | 4                | 2008, 2013, 2014, 2019 |
| Командный чемпионат России среди юниоров               | 5              | 2007, 2009, 2011, 2012, 2016                                           | 4                 | 2008, 2010, 2013, 2014                                     | 6                | 2006, 2015, 2017, 2018, 2019, 2021                                                                                                 |
| Парный чемпионат России                                | 8              | 2007, 2008, 2009, 2010, 2011, 2014, 2015, 2021                         | 4                 | 2013, 2014, 2017, 2018                                     | 2                | 2012, 2019 |
| Парный чемпионат России среди юниоров                  | 7              | 2008, 2010, 2011, 2012, 2013, 2014, 2017                               | 1                 | 2009                                                       | 3                | 2007, 2013, 2021 |
| всего медалей: 161                                     | золотых: 69    | золотых: 69                                                            | серебряных: 53    | серебряных: 53                                             | бронзовых: 59    | бронзовых: 59 |

## Достижения на международных соревнованиях

### КЧМ
Гонщики «Турбины» неоднократно вызывались в сборную Советского Союза для выступления на международных соревнованиях. На пьедестал Командного чемпионата мира в разные годы попадали следующие спортсмены: 1972 год — Виктор Калмыков и Валерий Гордеев (серебро), 1973- Владимир Гордеев (бронза), 1975 — братья Гордеевы (серебро).

### ККМ
В новейшей истории максимальным достижением российской сборной на Кубке мира стало 3 место 2011 года. В тот состав входили 2 гонщика «Турбины» — Эмиль Сайфутдинов и Роман Поважный.

### ЛЧМ
В финал Личного чемпионата мира гонщики «Турбины» пробивались не раз: трижды Владимир Гордеев (1971, 1974, 1976), 4 раза Валерий Гордеев (1972, 1973, 1975, 1976), по одному разу Виктор Калмыков (1972) и Михаил Краснов (1974). Наивысшее достижение — 8 место Валерия Гордеева в 1973 году (в 1972 году Владимир Гордеев занял 5 место, но был дисквалифицирован за запрещенные добавки к топливу).
В Серии Гран-При замечательного результата добился Эмиль Сайфутдинов — третье место в дебютном сезоне-2009.

### КЕЧ
В 2010 году СК «Турбина» стал обладателем Кубка европейских чемпионов. Цвета клуба защищали россияне Денис Гизатуллин, Роман Поважный, швед Андреас Йонссон и поляк Гжегож Валасек.

### ЛЧЕЮ
В 2008 году юниор СК Артём Водяков стал первым российским медалистом Личного чемпионата Европы среди юниоров. Набрав 12 очков и уступив в дополнительном заезде Мацею Яновски, гонщик получил бронзовую медаль.

### КЧЕЮ и КЧМЮ
В 2011 году сборная России впервые стала победителем Командного чемпионата Европы среди юниоров. В составе сборной выступали 3 гонщика «Турбины»: Владимир Бородулин, Илья Чалов и Максим Лобзенко. Менее чем через месяц юниорская сборная выиграла и Командный чемпионат мира (из гонщиков «Турбины» в финале принимали участие Андрей Кудряшов, Илья Чалов и Владимир Бородулин).

### ПЧЕ
Призёром Парного чемпионата Европы из гонщиков «Турбины» становились Р.Поважный (2008 — бронза) и Д.Гизатуллин (2014 — бронза).